# تیفنستاک
تیفنستاک (به لاتین: Tiefenstock) یک کوه در سوئیس است که در کانتون وله واقع شده‌است. تیفنستاک ۳٬۵۱۵ متر بالاتر از سطح دریا واقع شده‌است.